# Загородних Олександра Петрівна
Олександра Петрівна Загородних (нар. 1 травня 1935, село Скельки, тепер Василівського району Запорізької області — ?) — українська радянська діячка, новатор виробництва, бригадир ізолювальників Запорізького трансформаторного заводу Запорізької області. Депутат Верховної Ради УРСР 6—7-го скликань.

## Біографія
Народилася у селянській родині. Батько рано помер.
З 1954 року — учениця в складальному цеху, робітниця, бригадир бригади ізолювальників Запорізького трансформаторного заводу Запорізької області. Ударник комуністичної праці.
Член КПРС.
Потім — на пенсії у місті Запоріжжі.

## Нагороди
- ордени
- медалі